# Akcja Rewolucyjna
Akcja Rewolucyjna (biał. Рэвалюцыйнае дзеянне, РД) – białoruska organizacja anarchokomunistyczna. Jest to najstarsza aktywna organizacja anarchistyczna na Białorusi.

## Historia
Organizacja po raz pierwszy została utworzona w Mińsku na spotkaniu 13 lutego 2005. Wówczas omówiono perspektywy dla białoruskiego ruchu anarchistycznego, dotkliwy brak organizacji, dyscypliny i konkretnych celów. W wyniku dyskusji postanowiono utworzyć w Mińsku oddział organizacji anarchokomunistycznej pod nazwą Akcja Autonomiczna, która istnieje w Rosji od 2002. Białoruska Akcja Autonomiczna (AA-Białoruś) była połączeniem Białoruskiego Frontu Anarchistycznego (BAF) i kilku aktywistów upolitycznionej sceny hardcore punk. Wówczas AA-Białoruś liczyła zaledwie dziesięciu członków.
5 marca 2010, bezwzględną większością głosów, białoruski oddział zdecydował o opuszczeniu Akcji Autonomicznej i utworzeniu niezależnej organizacji. Powody tej decyzji były następujące:
- Skręt AA w stronę lewicy liberalnej;
- Niedostosowanie zasad organizacyjnych AA do białoruskiej organizacji i lokalnych realiów;
- Wysokie składki członkowskie w AA i brak przejrzystości w ich wykorzystywaniu

11 kwietnia 2010 „Akcja Autonomiczna-Białoruś” ogłosiła swoje wystąpienie z AA i zmieniła nazwę na „Akcja Rewolucyjna”.

## Ideologia
W 2008, po starciach z neonazistami oraz policją, organizacja wydała kilka kierunków swojego działania:
- Promocja anarchizmu społecznego w przeciwieństwie do anarchizmu subkulturowego i hipisowskiego typu zachodniego.
- Promocja sportu i zdrowego stylu życia w środowisku anarchistycznym.
- Zmiana wizerunku anarchizmu w świadomości społecznej na bardziej pozytywny i wojowniczy.
- Kształtowanie się solidnego rdzenia aktywistów do udziału w akcjach bezpośrednich i ochrony wydarzeń.

Ideologia Akcji Rewolucyjnej oparta jest na „anarchizmie społecznym, anarchokomunizmie i illegalizmie”. To ostatnie, w interpretacji organizacji, oznacza, że aktywiści stosują w swoich działaniach te metody, które są skuteczne w danej sytuacji, bez względu na ich legalność. Organizacja wśród swoich celów widzi: szerzenie idei anarchizmu, stworzenie zorganizowanego ruchu, połączenie agitacji i akcji bezpośredniej, przygotowanie do rewolucji społecznej oraz ekspansję zarówno na terytorium Republiki Białorusi, jak i za granicą. AR do rozpowszechniania swoich idei wykorzystuje stronę internetową i portale społecznościowe. Uczestnicy Akcji Rewolucyjnej nie reklamują swojej przynależności organizacyjnej i udziału w jakichkolwiek akcjach jako organizacja, ze względu na istnienie artykułu 191 (Działanie w imieniu niezarejestrowanej organizacji) w Kodeksie Karnym Republiki Białorusi i zwracanie uwagi służb specjalnych na działalność organizacji.
Za zasady swojego działania uznaje:
- bliskość więzi;
- podział obowiązków;
- równe głosowanie (jedna osoba – jeden głos);
- planowanie;
- działanie w ukryciu;
- illegalizm.

### Anarchizm partyzancki
Jednym z wektorów w rozwoju ideologii Akcji Rewolucyjnej, oprócz skupienia się na rewolucji społecznej i illegalizmie, jest rozwój praktycznej koncepcji, którą sama organizacja nazywa „partyzanckim anarchizmem” – praktyki mającej na celu szkolenie zorganizowanych i zdyscyplinowanych rewolucyjnych anarchistów zdolnych do działania w różnych warunkach przy użyciu różnych metod w celu promowania idei anarchistycznych. Partyzancki anarchizm obejmuje platformizm, czyli zjednoczenie anarchistów w organizacji zgodnie z zasadą teoretycznej i taktycznej jedności. Zgodnie z opisem Akcji Rewolucyjnej, partyzancki anarchizm, w przeciwieństwie do postlewicowego anarchizmu, oznacza polityczne metody walki: agitację, rekrutację nowych uczestników, przygotowanie teoretyczne, tworzenie struktur, akcję bezpośrednią i przygotowanie do rewolucji społecznej.
Ważnym elementem partyzanckiego anarchizmu jest również szkolenie wojskowe i studiowanie taktyki podczas konfliktów zbrojnych. Według organizacji inspiracją do tego była analiza Euromajdanu, wojny w Donbasie i syryjskiej wojny domowej.

## Działania

### 2005–2010
Na podstawie analizy informacji prezentowanych na stronie internetowej organizacji oraz informacji w mediach można stwierdzić, że członkowie AR aktywnie uczestniczyli w wielu anarchistycznych akcjach ulicznych zarówno legalnych (Czarnobylski szlak w latach 2006–2009, Marsz Społeczny), jak i nielegalnych (pochód pierwszomajowy w 2008, akcja przeciwko ćwiczeniom na Zachodzie-2009).
Ponadto, na swojej stronie internetowej, uczestnicy Akcji Rewolucyjnej otwarcie sympatyzują z anarchistycznymi atakami na instytucje państwowe i finansowe, które miały miejsce w Mińsku w latach 2009–2010: („Anarchiści zaatakowali kasyno w centrum Mińska”, „Anarchiści zaatakowali Federację Związków Zawodowych Białorusi”, „Anarchiści zaatakowali oddział Biełarusbanku”).
Jesienią 2010, po ataku na ambasadę rosyjską w Mińsku, organizacja została zdemaskowana z powodu zdrady niektórych jej członków; część jej działaczy została aresztowana i skazana na karę więzienia. Organizacje praw człowieka uznały ich za więźniów politycznych.

### 2010–2015
W wyniku represji w 2010, ruch anarchistyczny doznał poważnych szkód. W latach 2010–2013 na stronie organizacji publikowane były głównie lokalne i międzynarodowe wiadomości dotyczące kwestii społecznych i ekonomicznych, a także informacje o więźniach anarchistycznych. Od końca 2013 do początku 2014 w Mińsku i Homlu odbywały się akcje symboliczne oraz kolportaż materiałów propagandowych.
Wiosną 2014 anarchiści rozpoczęli kampanię przeciwko przeprowadzeniu Mistrzostw Świata w Hokeju na Lodzie w Republice Białorusi. Według anarchistów przeprowadzenie mistrzostw było marnotrawstwem ze strony władz, w czasie, gdy nie podniesiono płac i opóźniano ich wypłatę. W przeddzień mistrzostw wielu opozycjonistów i anarchistów zostało administracyjnie aresztowanych pod zmyślonymi zarzutami. W tym okresie anarchiści zwracali również uwagę na prorosyjskie wpływy na Białorusi. W Brześciu budynek Rosyjskiego Centrum Nauki i Kultury został oblany czarną farbą.
W grudniu 2014 anarchiści w Mińsku zorganizowali pierwszą od 2010 nielegalną pikietę. Była odpowiedzią na wprowadzenie nowych podatków i pogorszenie sytuacji ekonomicznej obywateli, w związku z czym alternatywę anarchiści widzieli w przekazaniu kontroli nad budżetem społeczeństwu.

### 2015–2017
Na początku 2015 ruch anarchistyczny został poddany masowym represjom ze strony białoruskich organów ścigania, spowodowanym pikietą z końca 2014 i aktywizacją anarchistów. W tym samym czasie anarchiści po raz pierwszy od pięciu lat przeprowadzili nielegalną blokadę drogi w Mińsku. Akcja ta odbyła się w ramach solidarności z jednym z więźniów politycznych anarchistów, Nikolajem Dedkiem.
W 2015 powstał ukraiński oddział Akcji Rewolucyjnej. Członkowie AR-Białoruś potwierdzili w jednym z wywiadów, że współpracują z aktywistami AR-Ukraina. Ponadto ukraińscy anarchiści wielokrotnie organizowali akcje solidarnościowe w pobliżu białoruskiej ambasady w Kijowie.
W latach 2015–2017 anarchiści zorganizowali kilka nielegalnych pochodów i pikiet w Brześciu, Mińsku i Baranowiczach. Regularnie rozpowszechniane były kampanie związane ze społecznymi i ekonomicznymi problemami białoruskiego społeczeństwa, takimi jak podwyżki podatków, pobór wojskowy czy brutalność policji. Najbardziej aktywne w tym czasie były grupy działaczy z Brześcia, Mińska i Grodna.
W tym samym okresie na stronie internetowej AR opublikowano informacje o akcji, podczas której bombami dymnymi zaatakowano budynki MSW i Komitetu Śledczego, a farbą uszkodzono billboardy z „państwową propagandą”. Jedną z głośniejszych było obrzucenie farbą budynku Biełteleradyjokampanija, co aktywiści tłumaczyli „ciągłymi kłamstwami na antenie” państwowych mediów. Latem 2017 anarchiści za pomocą koktajli mołotowa spalili reklamę usług komorniczych w mieście Iwacewicze. Później z tego powodu wszczęto sprawę karną i zatrzymano dwóch podejrzanych.

### Protesty przeciwko dekretowi nr 3
Pod koniec lutego 2017 upłynął termin płatności podatku przewidzianego w dekrecie nr 3 Prezydenta Republiki Białorusi, o którym mówiono „Dekret o pasożytach”. Dokument „O zapobieganiu zależności społecznej” ustanowił obowiązek wiążący dla obywateli, którzy nie uczestniczyli w finansowaniu wydatków publicznych lub uczestniczyli rzadziej niż przez 183 dni kalendarzowych w ciągu ostatniego roku, do uiszczenia na rzecz państwa opłaty w wysokości 20 jednostek podstawowych. Podatek ten wywołał niezadowolenie wśród obywateli Białorusi, w wyniku czego w kraju doszło do serii protestów, w których uczestniczyli m.in. anarchiści. Pod koniec lutego zablokowali jezdnię jednej z ulic Mińska, wzdłuż której przechodzili z materiałami wybuchowymi i transparentem „Urzędnik to główny pasożyt”. W mediach nie podano informacji o aresztowaniach uczestników tej akcji. Obecność na banerze logo organizacji i linku do jej strony internetowej sugeruje jednak, że uczestnicy AR byli związani z akcją. Już na początku roku anarchiści rozpoczęli w różnych miastach agitację pod hasłem „Urzędnik jest głównym pasożytem”. W ten sposób zwracali uwagę na to, że obciążenie budżetu państwa tworzą nie ludzie, którzy stracili pracę w wyniku rosnącego bezrobocia, ale nadmiernie rozbudowany aparat administracyjny, którego skuteczność poddali krytyce.
W dniu 5 marca w Brześciu odbyła się kolejna akcja protestacyjna przeciwko dekretowi nr 3, pod budynkiem komitetu wykonawczego miasta, która niespodziewanie została poprowadzony przez grupę anarchistów z czarnymi transparentami. Anarchiści wygłosili kilka przemówień oraz umożliwili przemawianie każdemu z protestujących. Następnie kolumna 1000-2000 demonstrantów, prowadzona wciąż przez anarchistów, skandując hasła, przemaszerowała ulicą Sowiecką i zablokowała Aleję Maszerowa. Akcja zakończyła się po krótkiej pikiecie pod budynkiem TsUM. Tego samego dnia w Brześciu w związku z tymi wydarzeniami zatrzymano 5 osób.
13 marca na stronie internetowej Akcji Rewolucyjnej i w jej sieciach społecznościowych zaczęto rozpowszechniać wezwanie do protestów w kilku białoruskich miastach w dniach 18–19 marca. W rezultacie akcje odbyły się tylko w pięciu miastach i zgromadziły w sumie od 200 do 500 osób. Sama organizacja przypisała tak niską frekwencję krytyce ze strony opozycyjnych mediów.
Po rozpędzeniu demonstracji 25 marca w Mińsku i aresztowaniu wielu protestujących i anarchistów Akcja Rewolucyjna uruchomiła projekt BandaLuki, w ramach którego gromadzi akta pracowników MSW, służb specjalnych i mediów państwowych, którzy brali udział w represjach wobec opozycji i anarchistów.

### Sprzeciw wobec cenzury
Od jesieni 2016 strona internetowa AR jest zablokowana w Rosji i na Białorusi. Później organizacja utworzyła trzy mirrory – revbel.cc, revbel.info i revbel.net. Wszystkie z nich zostały również zablokowane z białoruskich IP, razem z publiczną stroną i grupą na portalu społecznościowym VKontakte i projektu BandaLuki. W czerwcu 2017 organizacja zaprezentowała własną aplikację na Androida, która pozwala na ominięcie blokowania za pomocą Tora i VPN oraz uzyskanie dostępu do strony internetowej organizacji i projektu BandaLuki. Wówczas organizacja prowadziła grupę na Facebooku, kanał Telegram i konto na Twitterze. W latach 2015–2017 materiały agitacyjne organizacji, w tym broszury i ulotki, zostały na mocy decyzji sądu w wykazie materiałów ekstremistycznych Republiki Białorusi.
W listopadzie 2021 roku Ministerstwo Spraw Wewnętrznych ogłosiło Akcję Rewolucyjną formacją ekstremistyczną. Utworzenie takiej formacji lub udział w niej jest na Białorusi przestępstwem.